# Mărcești
Mărcești románul: Mărcești, falu Romániában, Erdélyben, Kolozs megyében.

## Fekvése
Roska (Râşca) mellett fekvő település.

## Története
Mărceşti korábban Roska (Râşca) része volt. 1956 körül vált külön 401 lakossal.
1966-ban 392, 1977-ben 402 lakosa volt. 1992-ben 322 lakosából 321 román, 1 magyar volt. A 2002-es népszámláláskor pedig 275 román lakosa volt.